# James Badge Dale
James Badge Dale (Nueva York, 1 de mayo de 1978) es un actor estadounidense de cine y televisión, que aparece en la serie Rubicon, de la cadena AMC. Alcanzó la fama por su papel de Chase Edmunds en la tercera temporada de 24 y Robert Leckie en la miniserie The Pacific, del canal por cable HBO.

## Primeros años

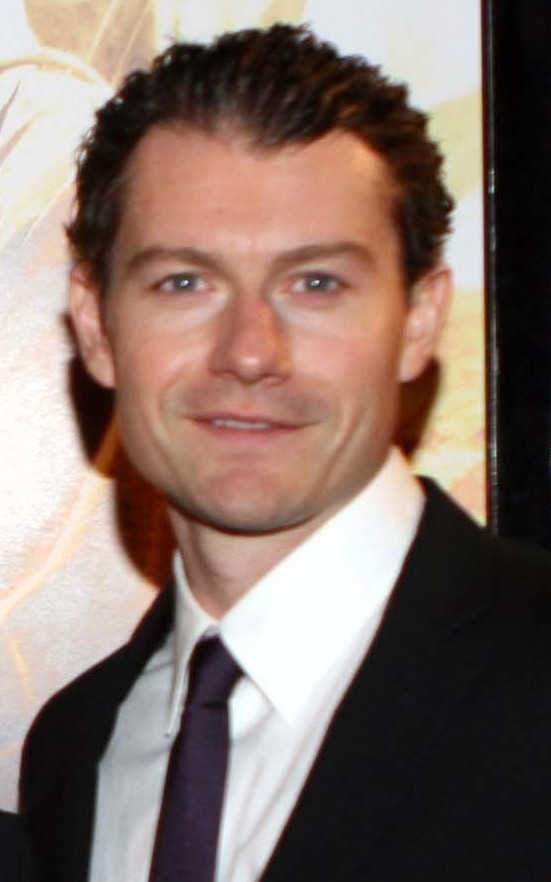
Dale en 2010

James Badge Dale nació como James Badgett Dale en 1978 en la ciudad de Nueva York. Su padre es el actor y coreógrafo Grover Dale y su madre la actriz Anita Morris.
A los 10 años de edad, mientras asistía al colegio Wonderland Elementary School en Laurel Canyon, fue seleccionado para realizar el papel de Simon en la versión de El señor de las moscas. Después de 5 meses de rodaje en Jamaica volvió a la Wonderland Elementary School. Por su papel como Simon, un muchacho solitario y bondadoso, sus compañeros del colegio se burlaron de él.
Fue alumno del Manhattanville College, donde formó parte del equipo de hockey hasta que tuvo una lesión muscular en la pierna. Esta interrupción en su vida deportiva provocó en Dale un nuevo interés por la actuación. Después de que la asociación de teatro del Manhattanville College le ofreciese todo lo que pudo se trasladó a Nueva York, donde comenzó estudios de actuación.

## Vida personal
En julio de 2021 se hizo público que estaba esperando su primer hijo con la actriz Emily Wickersham. Su hijo, Cassius Wickersham Dale, nació el 30 de diciembre de 2021.

## Filmografía

### Cine
| Año  | Título                                    | Personaje              | Notas          |
| ---- | ----------------------------------------- | ---------------------- | -------------- |
| 1990 | El señor de las moscas                    | Simon                  |                |
| 2003 | Nola                                      | Ben                    |                |
| 2004 | Cross Bronx                               | Rob-O                  |                |
| 2005 | The Naked Brothers Band                   | Romantic Newlywed      |                |
| 2006 | The Departed                              | Barrigan               |                |
| 2010 | NoNAMES                                   | Kevin                  |                |
| 2010 | Polish Bar                                | Tommy                  |                |
| 2011 | Shame                                     | David                  |                |
| 2011 | The Conspirator                           | William Hamilton       |                |
| 2012 | The Grey                                  | Lewenden               |                |
| 2012 | El vuelo (película)                       | Gaunt Young Man        |                |
| 2013 | Iron Man 3                                | Eric Savin             |                |
| 2013 | Guerra mundial Z                          | Captain Speke          |                |
| 2013 | El Llanero Solitario                      | Dan Reid               |                |
| 2013 | Parkland                                  | Robert Oswald          |                |
| 2014 | Miss Meadows                              | Sheriff                |                |
| 2014 | Stretch                                   | Laurent                |                |
| 2015 | Echoes of War                             | Wade                   |                |
| 2015 | The Walk                                  | Jean-Pierre            |                |
| 2016 | 13 Hours: The Secret Soldiers of Benghazi | Tyrone S. "Rone" Woods |                |
| 2016 | Spectral                                  | Dr. Mark Clyne         |                |
| 2017 | Only the Brave                            | Jesse Steed            |                |
| 2018 | Little Woods                              | Ian                    |                |
| 2018 | Donnybrook                                | Whalen                 |                |
| 2018 | The Standoff at Sparrow Creek             | Gannon                 |                |
| 2018 | Hold the Dark                             | Donald Marium          |                |
| 2019 | Mickey and the Bear                       | Hank Peck              |                |
| 2019 | Into the Ashes                            | Sal Porter             |                |
| 2019 | The Kitchen                               | Kevin O’Carroll        |                |
| 2020 | The Empty Man                             | James Lasombra         | Postproducción |
| 2020 | Safety                                    |                        | Postproducción |

### Televisión
| Año         | Título                            | Personaje      | Notas                         |
| ----------- | --------------------------------- | -------------- | ----------------------------- |
| 2002        | Law & Order: Special Victims Unit | Danny Jordan   | Episodio: "Competence"        |
| 2003        | Hack                              | Billy Ryan     | Episodio: "Third Strike"      |
| 2003 – 2004 | 24                                | Chase Edmunds  | 24 episodios                  |
| 2004        | Rescue Me                         | Timo Gavin     | 3 episodios                   |
| 2005        | CSI: Crime Scene Investigation    | Adam Trent     | Episodio: "Committed"         |
| 2005        | CSI: Miami                        | Henry Darius   | Episodio: "Felony Flight"     |
| 2005        | CSI: NY                           | Henry Darius   | Episodio: "Manhattan Manhunt" |
| 2007        | The Black Donnellys               | Samson Dawlish | 6 episodios                   |
| 2007        | Fort Pit                          | Bobby Bonelli  | Telefilme                     |
| 2010        | The Pacific                       | Robert Leckie  | 7 episodios                   |
| 2010        | Rubicon                           | Will Travers   | 13 episodios                  |
| 2020        | Hightown                          | Ray Abruzzo    | 8 episodios                   |

### Videojuegos
| Año  | Título       | Personaje     | Notas |
| ---- | ------------ | ------------- | ----- |
| 2006 | 24: The Game | Chase Edmunds | Voz   |